# Bithoracochaeta sociabilis
Bithoracochaeta sociabilis är en tvåvingeart som beskrevs av Blanchard 1937. Bithoracochaeta sociabilis ingår i släktet Bithoracochaeta och familjen husflugor. Inga underarter finns listade i Catalogue of Life.